# Staartpen

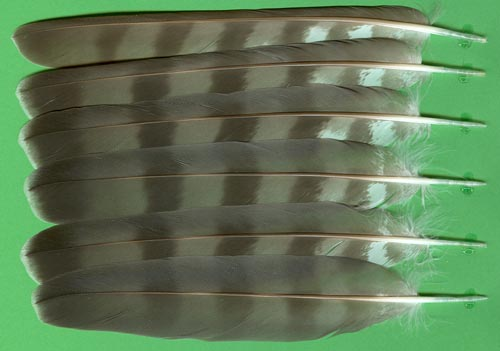
Staartpennen van een sperwermannetje.

Staartpennen of stuurpennen (wetenschappelijke naam: Rectrix) zijn de veren in de staart van een vogel. Ze zijn voor de vogel heel belangrijk voor het vliegen. Ze geven naast de slagpennen extra lift en zijn nodig om te sturen. Zonder deze veren zou er ook niet genoeg stabiliteit zijn om te kunnen vliegen. Verder gebruikt de vogel de staartpennen ook bij het remmen.

## Bouw van dekveren pen
Net als dekveren en slagpennen bestaan ook staartpennen uit een centrale schacht met "haartjes" die door haakjes aan elkaar zitten. De voor- en achtervlag van de veer zijn symmetrisch in tegenstelling tot de slagpennen. 